# Bernhard Redetzki
Bernhard Redetzki (* 17. Mai 1907 in Skirwieth, Kreis Niederung, Ostpreußen, Deutsches Reich; † 6. Juni 1973 in Esslingen am Neckar) war ein deutscher Filmemacher (Dokumentar- und Naturfilmer) mit einem Ausflug zur Spielfilmregie.

## Leben und Wirken
Der Sohn des Kaufmanns Gustav Redetzki und seiner Frau Emma Natau besuchte zunächst die Mittelschule und anschließend eine Ballettschule bis zum Abschluss als Ballettmeister. Laut Glenzdorfs Internationales Film-Lexikon will er danach als Theaterregisseur und Oberspielleiter gewirkt haben, jedoch weisen die Deutschen Bühnenjahrbücher jener Zeit nirgends seinen Namen auf. Während des Zweiten Weltkriegs diente Redetzki im Afrikakorps Feldmarschall Rommels und geriet schließlich in Gefangenschaft. Den Rest des Kriegs verbrachte er im US-amerikanischen Kriegsgefangenenlager Camp Hearne in Texas. Dort wirkte Bernhard Redetzki maßgeblich an Aufführungen des Lagertheaters mit.
Wieder daheim in Deutschland, ließ sich Redetzki in Baden-Württemberg nieder und gründete mit der Hansa-Filmproduktion Stuttgart seine eigene kleine Produktionsfirma, mit der er sich auf die Herstellung von Dokumentarfilmen spezialisierte. Redetzki produzierte und inszenierte ab 1951 mit seiner Firma kurze Filme, die ihn nach Persien, Ägypten, den Libanon, auf Madeira und sogar nach Japan führten. Seine Erfahrungen als Soldat in Nordafrika kamen Redetzki zugute, als er 1954 seinen einzigen Spielfilm drehte, Heimweh nach Deutschland. Anschließend konzentrierte er sich mit seiner Firmenneugründung Bernhard Redetzki Film, die in seinem letzten Wohnort Esslingen beheimatet war, wieder ganz auf die Herstellung von Natur- bzw. Dokumentarfilmen.

## Filmografie
Als Regisseur und Produzent von Kurz-Dokumentarfilmen, wenn nicht anders angegeben
- 1949: Heimat ist Arbeit (nur Regie)
- 1951: Zauber der Romantik
- 1952: Persien, Blickpunkt der Welt (Langfilm)
- 1952: Wolken über Abadan
- 1952: Traumland
- 1953: Fünftausend Jahre Ägypten
- 1953: Mittelmeerbummel
- 1953 Schatzkammer der Pharaonen
- 1954: Heimweh nach Deutschland (nur Spielfilmregie)
- 1955: Großstadt in der Wüste
- 1955: Land der Zedern
- 1955: Tut-ench-Amon
- 1955: Arabisches Vollblut
- 1956: Blume im Atlantik
- 1956: Streifzug auf Madeira
- 1956: Stadt im Ozean
- 1957: Japan lächelt wieder (Langfilm)
- 1957: Antlitz einer Stadt (auch Drehbuch)
- 1957: Begegnung mit Buddha
- 1958: Zwei Künstler – ein Motiv
- 1960: Motiv am Meer
- 1963: Aufbau im Nahen Osten (mittellanger Film)